# Lijst van voetbalinterlands Chili - Rusland (vrouwen)
Deze lijst van voetbalinterlands is een overzicht van alle officiële voetbalinterlands tussen de nationale vrouwenteams van Chili en Rusland. De landen hebben tot nu toe één keer tegen elkaar gespeeld.

## Wedstrijden
| № | Plaats  | Datum            | Competitie        | Wedstrijd       | Uitslag |
| - | ------- | ---------------- | ----------------- | --------------- | ------- |
| 1 | Chennai | 7 september 1994 | Vriendschappelijk | Rusland − Chili | 2 − 0   |

## Samenvatting
| Competitie        | Totaal gespeeld | Winst Chili | Gelijk | Winst Rusland | Doelsaldo Chili – Rusland |
| ----------------- | --------------- | ----------- | ------ | ------------- | ------------------------- |
| Vriendschappelijk | 1               | 0           | 0      | 1             | 0 − 2                     |
| Totaal            | 1               | 0           | 0      | 1             | 0 − 2                     |